# ليديوم

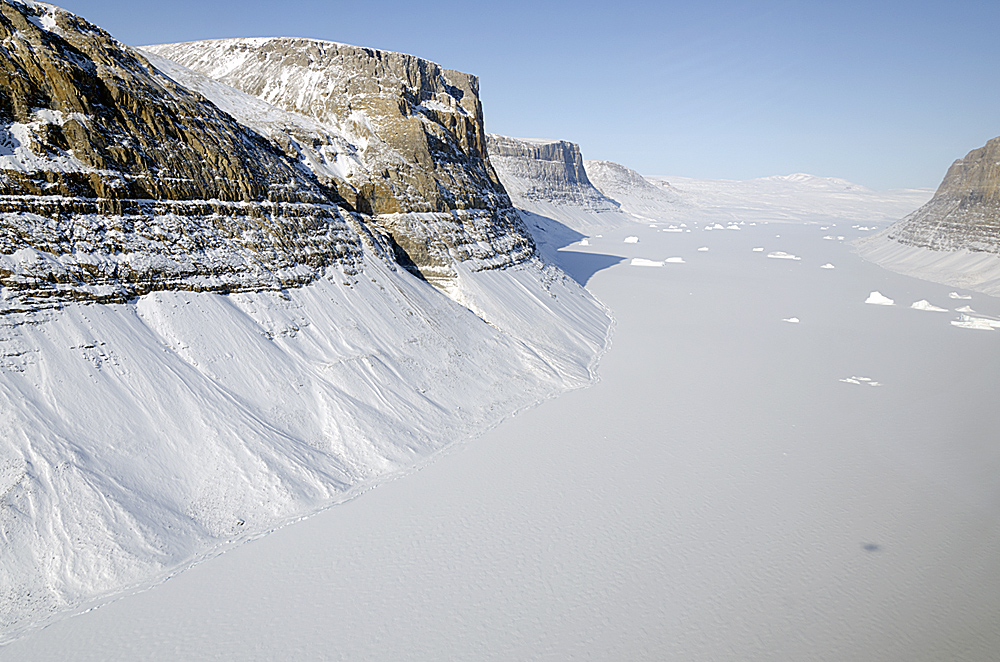

ليديوم (بالإنجليزية: Ledoyom) ((الروسية: ледоём، أصد: [lʲɪdɐˈjom])) هو مصطلح اقترحه عالم الجيولوجيا الروسي في بي نيخوروشيف بشأن الانخفاضات بين الوديان، والتي قد تمتلئ كليًا بالأنهار الجليدية القادمة من الجبال المحيطة بأكبر قدر من التجلُد.

## معلومات
في ثلاثينيات القرن الماضي، بيَّن عالم الجيولوجيا الروسي في بي نيخوروشيف منخفضات بين الوديان في ألتاي، التي قد تمتلئ كليًا بالأنهار الجليدية القادمة من الجبال المحيطة بأكبر قدر من التجلد. وقد أطلق على هذه المنخفضات اسم «ليديومات». والمصطلح الروسي "Ledoyom (ледоём)" يعني «جسمًا من الجليد» قياسًا مع «جسم من المياه». وأنتجت الليديومات أنهارًا جليدية كبيرة في الوديان داخل الوديان من المنخفضات في مراحل ذروة تطورها. والعلامات التشخيصية لما يُسمى بالليديومات الكلاسيكية هي المخلفات الصخرية لنهر جليدي وسلاسل الرواسب التي تتشكل أسفل منطقة التذرية والكيمات (كومة من الرمل والحصى مخلفة بالنهر الجليدي) على قيعان المنخفضات المقابلة.
وفي ثمانينيات وتسعينيات القرن الماضي، بيَّن عالم الجيولوجيا الروسي أليكسي رودوي ((الروسية: Алексей Рудой)) حدوث البحيرات المسدودة بأنهار جليدية التي عادة ما كانت تملأ الأحواض الجبلية المشتركة الخاصة بحزام سيبيريا الجبلي، ومنخفضات تيليتسكوي وبحيرات بايكال. كما أصبح من الواضح أيضًا أن العديد من المنخفضات، بما في ذلك المنخفضات الكبيرة جدًا، قد امتلأت بالفعل بالأحواض المائية المسدودة عندما تحركت الأنهار الجليدية للحزام الجبلي إلى الأمام تجاهها. وبالتالي، تحولت الأنهار الجليدية الجبلية إلى «سلسلة» أصلية من الأنهار الجليدية وغطت تمامًا سطح البحيرة المسدودة بنهر جليدي لترتبط معًا على السطح. ومن هذه الطريقة وُجد ما يُسمى بـ «البحيرات الأسيرة».
وعند مستوى أقصى انخفاض لخط الثلج (في سلسلة جبال ألتاي وسايان، أعطى منخفضها حوالي 1200 متر في أواخر العصر الحديث الأقرب)، وبدأت بعض البحيرات (تشويا وكوراي وأويمون وغيرها) تعمل في منظومة أسفل الجليد لأنها لم تخل مطلقًا من الجليد منذ آلاف السنين. ومثل هذه البحيرات تحولت إلى أجسام جليدية من نوع "aufeis". وتألفت من عدسة سميكة من مياه البحيرات، والتي تمت تغطيتها بجليد البحيرات وaufeis (قمم الجليد) وجليد الأنهار الجليدية وتسلسل الثلج-الخشيف (الثلج الجليدي) أيضًا. أصبحت الليديومات من نوع "Aufeis" مراكز مستقلة من التجلد مع وجود منافذ جليدية شبه نصف قطرية. ومن القياسات المحتملة لمثل آلية التطور هذه وبحيرات ما قبل الأنهار الجليدية هي العدسات المائية السميكة أسفل وحدة سميكة تبلغ 3-4 كيلومتر من الغطاء النهري الجليدي في مواقع القبة ب وقبة تشارلي ومحطة فوستوك في شرق القارة القطبية الجنوبية.
وبالتالي، واستنادًا إلى تضاريس منخفضات بين الوديان، فإن قيم منخفض خط الثلج وطاقة التجلد والعلاقة المتبادلة للأنهار الجليدية والبحيرات المسدودة بالجليد في جبال جنوب شرق سيبيريا يمكن أن تتطور وفقًا للسيناريوهات التالية: (1) ليديوم فقط (وليس البحيرة المسدودة بالجليد). في مثل هذه الحالات، ستبقى بعض الأشكال الجليدية والمعالم المائية-الجليدية والرواسب في الأحواض؛ (2) جسم مائي وليديوم معًا (مرحلة «قبض البحيرات»). قد تظل بعض أشكال «الجليد الميت» في الأحواض، وكذلك الأشكال المائية-الجليدية - سلاسل الرواسب التي تتشكل أسفل منطقة التذرية (eskers) والكيمات (كومة من الرمل والحصى المخلفة بالنهر الجليدي) التي تم قذفها إلى رواسب قاع البحيرات عند نزول «سلسلة» الجليد؛ (3) ليديومات "Aufeis"؛ (4) البحيرة المسدودة بالجليد فقط.
وفي ظل الامتدادات المختلفة للنهر الجليدي على فترات زمنية مختلفة، تعرض الحوض لسلسلة مختلفة من فعاليات البحيرات-الأنهار الجليدية.